# بیچ‌کرفت لایتنینگ
بیچ‌کرفت لایتنینگ (به انگلیسی: Beechcraft Lightning) یک هواگرد ملخ‌پیشین تک‌موتوره از نوع ترابری غیرنظامی ساخت شرکت بیچ‌کرفت است. هواگرد بیچ‌کرفت لایتنینگ نخستین پروازش را در ۱۴ ژوئن ۱۹۸۲ میلادی انجام داد. این هواگرد در سال ۱۹۸۲ میلادی رسماً معرفی گردید. در مجموع، تعداد ۲ فروند از این هواگرد ساخته شده‌است.